# Mémorial Zomachi

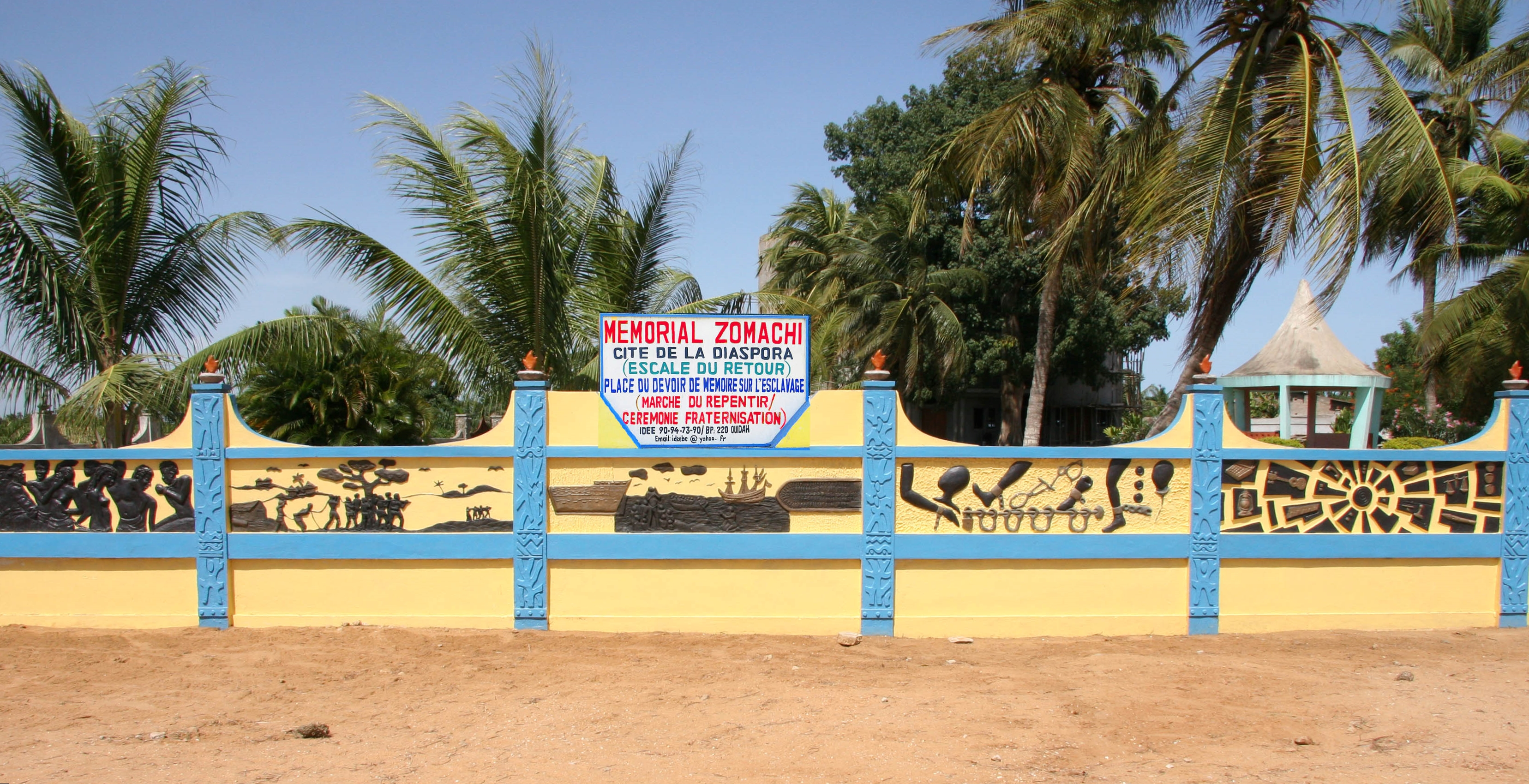

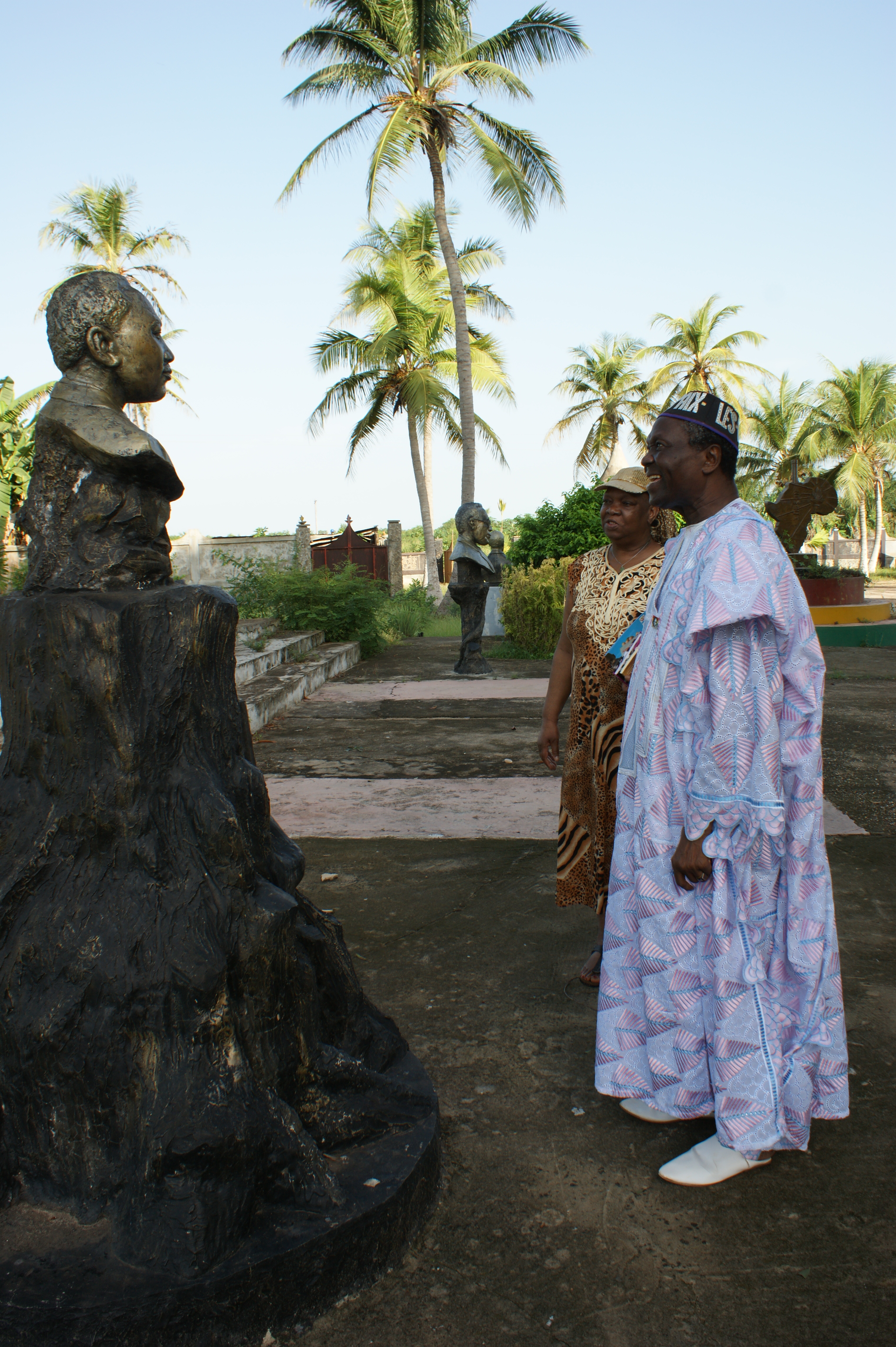
Prof. Honorat AGUESSY, créateur de ZOMACHI, et Ella ARMSTRONG devant la statue de Martin LUTHER King à ZOMACHI

Le Mémorial ZOMACHI était un monument créé pour honorer les victimes de la mise en esclavage par les esclavagistes et leurs valets locaux, dans un esprit de mémoire, de repentir et de pardon. Il était situé au sud de la ville de Ouidah, dans le sud du Bénin. Il a été détruit en 2024.

## Historique
Encore connu sous l'appellation de "case de la réconciliation", ZOMACHI a été créé par un membre influent de la société civile, le Professeur Honorat Aguessy, grâce à son engagement personnel et à ses investissements privés, pour marquer le passé esclavagiste en tant que devoir de mémoire.

## Géographie

### Toponymie
Zomachi, de zo le feu ou la lumière et machi qui signifie ne s’éteint pas veut dire le feu qui ne s'éteint jamais.

### Localisation
Le Mémorial Zomachi est situé au sud de la ville de Ouidah, sur la côte du Bénin.